# Sébastien Minard

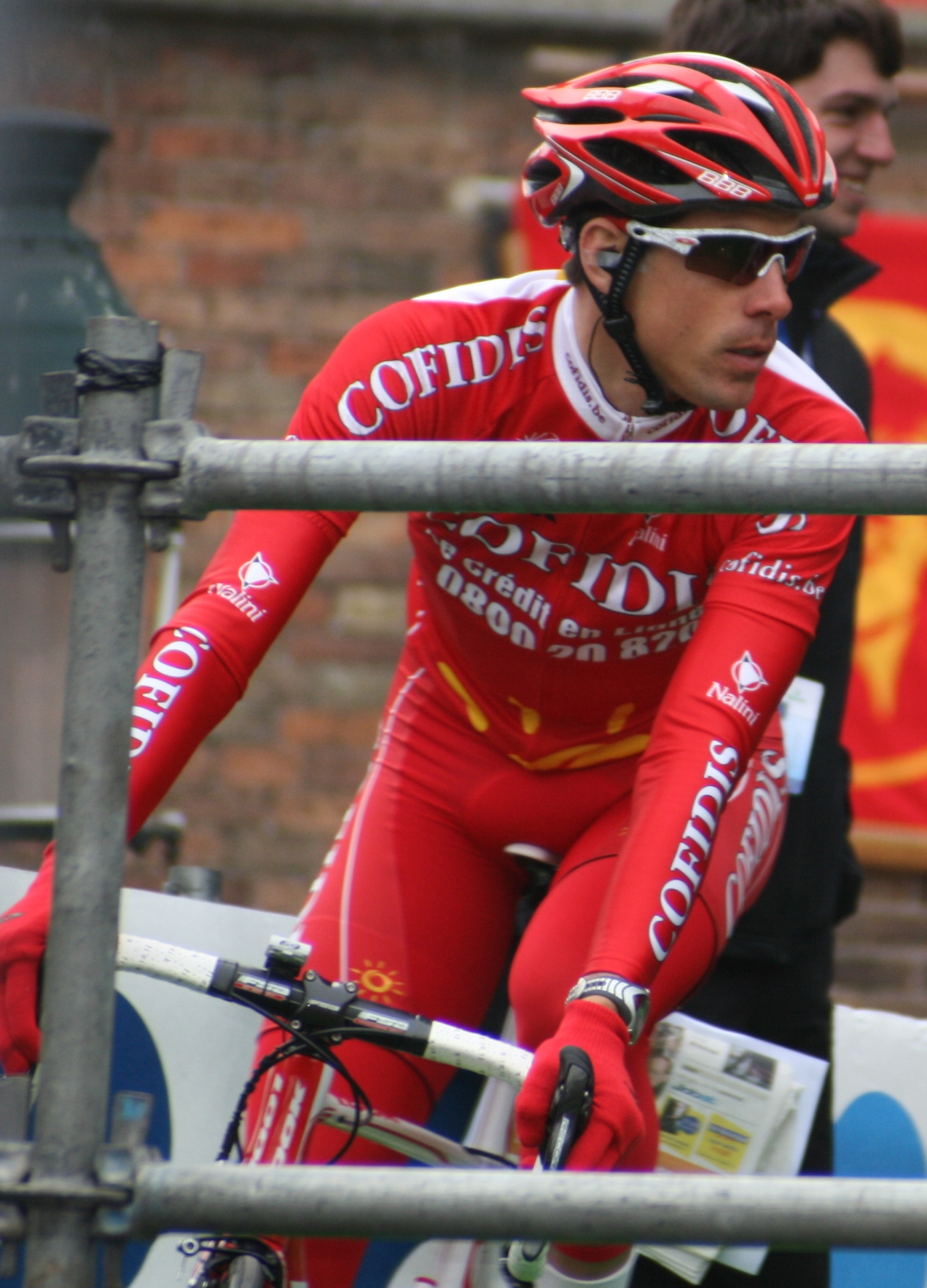
Sébastien Minard no "Tour des Flandres 2009".

Sébastien Minard (Senlis, 12 de junho de 1982) é um ciclista francês.